# Алесанко
Алесанко (ісп. Alesanco) — муніципалітет в Іспанії, у складі автономної спільноти Ла-Ріоха. Населення — 482 осіб (2009).
Муніципалітет розташований на відстані близько 230 км на північ від Мадрида, 31 км на захід від Логроньйо.

## Демографія
Динаміка населення (INE ):

## Галерея зображень

Розташування муніципалітету